# フィリピン暫定政府 (1986年-1987年)

フィリピン共和国
Republika ng Pilipinas (フィリピノ語)
Republic of the Philippines (英語)

国歌: Lupang Hinirang（タガログ語）
最愛の地

東南アジアにおけるフィリピンの位置

暫定政府（ざんていせいふ）
は1986年2月25日に終わったエドゥサ革命に続いてフィリピンで作られた。革命は大統領として支配したフェルディナンド・マルコス大統領を追放し、新大統領としてコラソン・アキノを据えた。

## 歴史
賛否両論のある1986年フィリピン大統領選挙はフェルディナンド・マルコスを大統領から退けコラソン・アキノを新大統領に据えるエドゥサ革命に発展する締め括りの事件である。マルコス政権は特に戒厳令時代の下でその独裁主義的支配で特筆された。
フィリピン共産党–新人民軍–民族民主戦線（CPP–NPA–NDF）はアキノが大統領職に向けて優位になると停戦のための話し合いを始め、市民の自由を回復し政治犯500人を釈放するための1986年革命を称賛したが、「アメリカ帝国主義」とフィリピン軍部内の反動主義者とみなす人物に依然として用心していた。
暫定政府は非公式にはアキノ政権により「自由憲法」と呼ばれた暫定憲法の施行と共にアキノにより1986年3月に宣言された。公式には補佐官の一部が扇動的過ぎると助言した革命政府を宣言しなかった。嘗て新社会運動に牛耳られた国民議会バタサンパンバンサも廃止し、自身のための立法権を要求した。暫定憲法はマルコス政権時代に施行された1973年憲法に置き換えられた。
アキノには暫定憲法に基づき膨大な個人的権力があった。これには移行期間に地方政府の公務員を排除し置き換える権限があった。反対派がこのような権限もアキノの政府を独裁化させると主張する一方でマルコスの「独裁」組織が取り除かれる可能性があるためにアキノの手法を支持する人は、暫定憲法により与えられたほぼ絶対的な権力を必要なものと支持した。新憲法に基づく通常の政府が1年以内に発足すると予測した。
人権に関する大統領委員会と良い政府に関する大統領委員会が後者は汚職事件を捜査しマルコス政権や政府の関連会社が不正手段で得た財産を取り戻す任務を負って創設された。検閲制度は例えば映画及びテレビ審査及び分類委員会（MTRCB）が検閲組織としてよりも審査委員会としての機能を評価し提案しながら緩和された。
1986年4月、1986年憲法委員会（ConCom）が新憲法の草案を作るために作られた。アキノは政治的・宗教的背景の異なる当初の45名を選挙よりも任命することで翌月指名した。共産主義者は名前が挙がらなかったが、アキノはマルコス政権の関連企業に少なくとも5人割り当てた。ConComの第1回会議が1986年6月2日に開催された。
1986年の選挙でマルコスの副大統領候補であったアルトゥロ・トレンティーノは2日で終わったクーデター計画中に1973年憲法に基づき1986年7月6日に大統領代行であると宣言した。マニラホテルの兵士の支援を受けた。
憲法草案は1986年10月12日にConComで可決され、3日後にアキノ大統領に提出された。憲法草案は1987年2月2日の国民投票を必要とした。国民投票の結果は、1662万2111票または投票者の76.30％が草案を支持したと1987年2月11日に発表された。1987年フィリピン憲法は同日承認されたと発表された。

## 政府
1986年から1987年にかけてのフィリピンの暫定政府は、公式にはそのように述べることはなかったが、革命政府として機能した。暫定政府下の立法権は、バタサンパンバンサが廃止されて大統領により執行された。

## 参照
1. 1 2 3 4 5  Clines, Francis X. (1986年3月26日). “Aquino Proclaims Interim Government”. The New York Times 2021年8月17日閲覧。
2. 1 2 3  Cawley, Janet (1986年3月26日). “`Freedom Constitution` Gives Aquino Free Reign Reign”. Chicago Tribune 2021年8月17日閲覧。
3. 1 2 3  Branigin, William (1986年3月25日). “Aquino Set to Declare Provisional Rule Today”. Washington Post 2021年10月15日閲覧。
4. 1 2 3  Abraham, Pedro R. (September 1986). “Aquino's first months”. Index on Censorship 15 (8):  9–10, 36. doi:10.1080/03064228608534138.
5. 1 2 3  “FAST FACTS: 1987 Philippine Constitution” (英語). Rappler. (2016年2月2日) 2021年10月15日閲覧。
6. ↑  “Aquino names 45 to write Constitution”. The New York Times. (1986年5月26日) 2021年10月15日閲覧。
7. ↑  Yabes, Criselda (1986年7月7日). “Marcos’ Man Tolentino Declares Himself President”. Associated Press 2021年10月15日閲覧。
8. ↑  “Marcos Denies Urging Coup in the Philippines”. The New York Times. (1986年7月9日) 2021年10月15日閲覧。
9. ↑  “GMA, former Senate colleagues pay tribute to Arturo Tolentino, 94”. The Philippine Star. (2004年8月4日) 2021年10月15日閲覧。
10. ↑  Malindog-Uy, Anna (2020年8月30日). “Can “Rev-Gov” Heal All In The Philippines?”. The ASEAN Post 2021年10月15日閲覧。